# Manat azerbejdżański

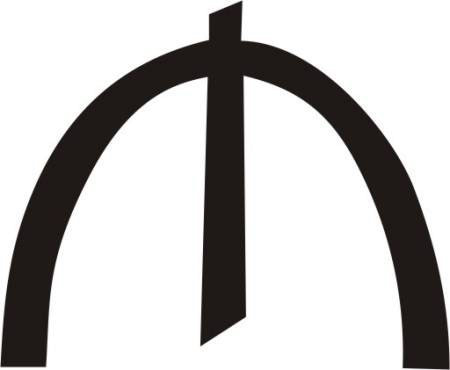
Symbol waluty

Manat azerbejdżański (azer. Azərbaycan manatı; kod ISO 4217: AZN) – waluta narodowa Azerbejdżanu. Dzieli się na 100 gapików (azer. qəpik)
Manat azerbejdżański wprowadzono 15 sierpnia 1992 roku. Pierwotnie wraz z manatem w obiegu znajdowały się również ruble radzieckie oraz ruble rosyjskie (seria 1992-1993). Począwszy od 22 listopada 1993 roku rozpoczęto proces wycofania z obiegu radzieckich i rosyjskich rubli. Od 1 stycznia 1994 roku manat został jedyną prawnie dozwoloną walutą Azerbejdżanu.
1 stycznia 2006 roku przeprowadzono denominację w stosunku 5000:1. Banknoty serii 1993 roku obowiązywały do 1 stycznia 2007 roku
Na współczesny manat składa się 6 monet oraz 7 banknotów.
- Monety: 1, 3, 5, 10, 20, 50 gapików.
- Banknoty: 1, 5, 10, 20, 50, 100, 200, 500 manatów.

Design banknotów został opracowany przez austriackiego projektanta walut Roberta Kalinę, który jest autorem designu euro.
Część banknotów jest drukowana na zlecenie Narodowego Banku Azerbejdżanu (azer. Azərbaycan Milli Bankı) przez De La Rue.

## Monety

### Seria 1992-1993
Wszystkie monety miały gładkie ranty.
| Obraz                | Wartość (gapik) | Materiał  | Średnica (mm) | Grubość (mm) | Waga (g) | Rant   | Rok emisji |
| -------------------- | --------------- | --------- | ------------- | ------------ | -------- | ------ | ---------- |
| AZ-1992qapik05.jpg   | 5               | brąz      | 17            | 1,35         | 2,35     | Gładki | 1992       |
| AZ-1993qapik05.jpg   | 5               | aluminium | 16,5          | 1,5          | 0,85     | Gładki | 1993       |
| AZ-1992qapik10.jpg   | 10              | aluminium | 19            | 1,6          | 0,98     | Gładki | 1992       |
| AZ-1992qapik20.jpg   | 20              | brąz      | 19,5          | 1,45         | 3,2      | Gładki | 1992       |
| AZ-1992qapik20al.jpg | 20              | aluminium | 20            | 1,5          | 1,12     | Gładki | 1992       |
| AZ-1992qapik20al.jpg | 20              | aluminium | 20            | 1,5          | 1,12     | Gładki | 1993       |
| AZ-1992qapik50.jpg   | 50              | nikiel    | 23            | 1,5          | 5,1      | Gładki | 1992       |
| AZ-1992qapik50al.jpg | 50              | aluminium | 23            | 1,6          | 1,51     | Gładki | 1992       |
| AZ-1993qapik50.jpg   | 50              | aluminium | 23            | 1,6          | 1,51     | Gładki | 1993       |

### Seria 2006
| Obraz              | Wartość (gapik) | Materiał                                            | Średnica (mm) | Grubość (mm) | Waga (g) | Rewers                  | Awers                                                               | Rant                                        | Rok Emisji |
| ------------------ | --------------- | --------------------------------------------------- | ------------- | ------------ | -------- | ----------------------- | ------------------------------------------------------------------- | ------------------------------------------- | ---------- |
| AZ-2006qapik01.jpg | 1               | stal powlekana miedzią                              | 16,25         | 1,9          | 2,8      | Tradycyjne instrumenty  | Mapa Azerbejdżanu, napis Azərbaycan Respublikası, Wartość nominalna | gładki                                      | 2009       |
| AZ-2006qapik03.jpg | 3               | stal powlekana miedzią                              | 18            | 2,15         | 3,45     | Książki i pióro         | Mapa Azerbejdżanu, napis Azərbaycan Respublikası, Wartość nominalna | z wcięciem                                  | 2009       |
| AZ-2006qapik05.jpg | 5               | stal powlekana miedzią                              | 19,75         | 2,2          | 4,85     | Baszta Dziewicza w Baku | Mapa Azerbejdżanu, napis Azərbaycan Respublikası, Wartość nominalna | żebrowany                                   | 2009       |
| AZ-2006qapik10.jpg | 10              | stal powlekana mosiądzem                            | 22,25         | 1,95         | 5,25     | Karabach                | Mapa Azerbejdżanu, napis Azərbaycan Respublikası, Wartość nominalna | gładki z 7 wcięciami                        | 2009       |
| AZ-2006qapik20.jpg | 20              | stal powlekana mosiądzem                            | 24,25         | 2,1          | 6,6      | Wzory matematyczne      | Mapa Azerbejdżanu, napis Azərbaycan Respublikası, Wartość nominalna | żebrowany                                   | 2009       |
| AZ-2006qapik50.jpg | 50              | obramowanie: stal; środek: stak powlekana mosiądzem | 25,5          | 2,2          | 7,7      | Wieże radiowe           | Mapa Azerbejdżanu, napis Azərbaycan Respublikası, Wartość nominalna | żebrowany z napisem Azərbaycan Respublikası | 2009       |

### Monety kolekcjonerskie
Lista wszystkich monet kolekcjonerskich.
| Obraz | Moneta                                            | Wartość (manat) | Materiał | Średnica (mm) | Waga (g) | Rant      | Nakład (szt) | Rok emisji |
| ----- | ------------------------------------------------- | --------------- | -------- | ------------- | -------- | --------- | ------------ | ---------- |
|       | Mehmed ibn Süleyman Fuzuli                        | 50              | srebro   | 38,6          | 28,28    | ząbkowane | 5 000        | 1996       |
|       | Mehmed ibn Süleyman Fuzuli                        | 100             | złoto    | 25            | 7,98     | ząbkowane | 500          | 1996       |
|       | 1300. rocznica. Księga mego dziada Korkuta        | 50              | srebro   | 38,6          | 31,1     | ząbkowane | 1 000        | 1999       |
|       | 1300. rocznica. Księga mego dziada Korkuta        | 100             | złoto    | 25            | 17,28    | ząbkowane | 150          | 1999       |
|       | Mistrzostwa Świata w Piłce Nożnej 2006            | 50              | srebro   | 38,6          | 28,28    | gładki    | 200          | 2004       |
|       | Śmierć 3. Prezydenta Heydər Əliyev                | 50              | srebro   | 38,6          | 28,28    | ząbkowane | 2 020        | 2004       |
|       | Śmierć 3. Prezydenta Heydər Əliyev                | 100             | złoto    | 38,6          | 31,1     | ząbkowane | 500          | 2004       |
|       | Śmierć 3. Prezydenta Heydər Əliyev                | 500             | platyna  | 38,6          | 50       | ząbkowane | 50           | 2004       |
|       | Nezami Gandżawi                                   | 100             | złoto    | 37            | 31,107   | ząbkowane | 500          | 2008       |
|       | Bulbul                                            | 100             | złoto    | 37            | 31,107   | ząbkowane | 500          | 2008       |
|       | Üzeyir Hacıbəyov                                  | 100             | złoto    | 37            | 31,107   | ząbkowane | 500          | 2008       |
|       | Heydər Əliyev                                     | 100             | złoto    | 37            | 31,107   | ząbkowane | 500          | 2008       |
|       | 85-lecie Nachiczewańskiej Republiki Autonomicznej | 5               | srebro   | 37            | 31,107   | ząbkowane | 1 000        | 2009       |
|       | 85-lecie Nachiczewańskiej Republiki Autonomicznej | 100             | złoto    | 37            | 31,107   | ząbkowane | 500          | 2009       |

## Banknoty

### Banknoty serii 1992–2001
Pierwsze banknoty w niepodległym Azerbejdżanie wprowadzono 15 sierpnia 1992 r.
Rok emisji jest wskazany tylko na banknotach o wartości 10 000, 50 000 oraz 1000 manatów (seria 2001).
Na reszcie banknotów rok emisji nie jest podany. Wszak na banknotach wprowadzonych do obiegu w latach 1992–1993 znajduje się oznaczenie ‘X/N’, a na banknotach wyemitowanych w roku 1999 – „XX”
Całkowite wycofanie banknotów tej serii z obiegu zakończyło się 1 stycznia 2007 r.
| Obraz                                         | Obraz                                         | Wartość (manat) | Wymiary (mm) | Dominujące kolory        | Opis                                                                | Opis | Lata emisji |
| awers                                         | rewers                                        | Wartość (manat) | Wymiary (mm) | Dominujące kolory        | awers                                                               | rewers | Lata emisji |
| --------------------------------------------- | --------------------------------------------- | --------------- | ------------ | ------------------------ | ------------------------------------------------------------------- | --- | ----------- |
| AzerbaijanP11-1Manat-(1992) f-1.jpg           | AzerbaijanP11-1Manat-(1992) b-1.jpg           | 1               | 125 × 63     | zielony różowy           | Baszta Dziewicza w Baku (azer. Qız Qalası)                          | nadpis w j. azerskim „AZƏRBAYCAN MİLLİ BANKI” (tłum. Narodowy Bank Azerbejdżanu)                                           | 1992        |
| 1 manat 1993, Azerbaijan (obverse).jpg        | AzerbaijanP14-1Manat-(1993) b-1.jpg           | 1               | 125 × 63     | niebieski żółty          | Baszta Dziewicza w Baku (azer. Qız Qalası)                          | nadpis „AZƏRBAYCAN MİLLİ BANKI” oraz oznaczenie nominału „BİR manat” (tłum. JEDEN manat)                                   | 1993        |
| AzerbaijanP15-5Manat-(1993)-donatedfr f.jpg   | 5 manat 1993, Azerbaijan (reverse).jpg        | 5               | 125 × 63     | brązowy fioletowy        | Baszta Dziewicza w Baku                                             | nadpis „AZƏRBAYCAN MİLLİ BANKI” oraz oznaczenie nominału „BEŞ manat” (tłum. PIĘĆ manatów)                                  | 1993        |
| AzerbaijanP12-10Manat-(1992) f-donated.jpg    | AzerbaijanP12-10Manat-(1992) b-donated.jpg    | 10              | 125 × 63     | brązowy fioletowy        | Baszta Dziewicza w Baku                                             | nadpis „AZƏRBAYCAN MİLLİ BANKI”                                                                                            | 1992        |
| AzerbaijanP16-10Manat-(1993) f-1.jpg          | AzerbaijanP16-10Manat-(1993) b-1.jpg          | 10              | 125 × 63     | niebieski zielony        | Baszta Dziewicza w Baku                                             | nadpis „AZƏRBAYCAN MİLLİ BANKI” oraz oznaczenie nominału „ON manat” (tłum. DZIESIĘĆ manatów)                               | 1993        |
| AzerbaijanP17a-50Manat-(1993) f-1.jpg         | AzerbaijanP17a-50Manat-(1993) b-1.jpg         | 50              | 125 × 63     | czerwony szary           | Baszta Dziewicza w Baku                                             | nadpis „AZƏRBAYCAN MİLLİ BANKI” oraz oznaczenie nominału „ƏLLİ manat” (tłum. PIĘĆDZIESIĄT manatów)                         | 1993 1999   |
| AzerbaijanP18a-100Manat-(1993) f-1.jpg        | AzerbaijanP18a-100Manat-(1993) b-1.jpg        | 100             | 125 × 63     | czerwony niebieski       | Baszta Dziewicza w Baku                                             | nadpis „AZƏRBAYCAN MİLLİ BANKI” oraz oznaczenie nominału „YÜZ manat” (tłum. STO manatów)                                   | 1993 1999   |
| AzerbaijanP13b-250Manat-(1992) f-1.jpg        | AzerbaijanP13b-250Manat-(1992) b-1.jpg        | 250             | 125 × 63     | niebieski zielony        | Baszta Dziewicza w Baku                                             | nadpis „AZƏRBAYCAN MİLLİ BANKI”                                                                                            | 1992 1999   |
| 00 manat 1993, Azerbaijan (obverse).jpg       | AzerbaijanP19b-500Manat-(1993) b-1.jpg        | 500             | 125 × 63     | brązowy niebieski żółty  | portret Nizami (azer. Nizami Gəncəvi; per. نظامی گنجوی) (1141-1209) | nadpis „AZƏRBAYCAN MİLLİ BANKI” oraz oznaczenie nominału „BEŞ YÜZ MANAT” (tłum. PIĘĆSET MANATÓW)                           | 1993 1999   |
| 1000 manat 1993, Azerbaijan (obverse).jpg     | AzerbaijanP20a-1000Manat-(1993) b-1.jpg       | 1000            | 125 × 63     | brązowy niebieski różowy | portret Mehemmeda Emina Resulzade (azer. Məhəmməd Əmin Rəsulzadə)   | nadpis „AZƏRBAYCAN MİLLİ BANKI” oraz oznaczenie nominału „min 1000 manat” (tłum. tysiąc 1000 manatów)                      | 1993 1999   |
| 1000 manat 2001, Azerbaijan (obverse).jpg     | 1000 manat 2001, Azerbaijan (reverse).jpg     | 1000            | 125 × 63     | niebieski                | obraz platformy naftowej                                            | nadpis „AZƏRBAYCAN MİLLİ BANKI” oraz oznaczenie nominału „MİN 1000 MANAT” (tłum. TYSIĄC 1000 MANATÓW)                      | 2001        |
| AzerbaijanP21b-10000Manat-(1994) f-1.jpg      | AzerbaijanP21b-10000Manat-(1994) b-1.jpg      | 10 000          | 130 × 65     | brązowy                  | Pałac Szachów Szyrwanu (azer. Şirvanşahlar sarayı)                  | nadpis „AZƏRBAYCAN MİLLİ BANKI” oraz oznaczenie nominału „ON MİN 10000 MANAT” (tłum. DZIESIĘĆ TYSIĘCY 10000 MANATÓW)       | 1994        |
| AzerbaijanP22-50000Manat-1995-donatedir f.jpg | AzerbaijanP22-50000Manat-1995-donatedir b.jpg | 50 000          | 132 × 66     | zielony                  | Mauzoleum Momine Chatun (azer. Möminə Xatun türbəsi)                | nadpis „AZƏRBAYCAN MİLLİ BANKI” oraz oznaczenie nominału „ƏLLİ MİN 50000 MANAT” (tłum. PIĘĆDZIESIĄT TYSIĘCY 50000 MANATÓW) | 1995        |

### Banknoty (seria 2005)
W roku 2005 w ramach przygotowań do zaplanowanej na początek 2006 r. denominacji wyemitowano nową serię banknotów składającą się z 1, 5, 10, 20, 50 i 100 manatów.
| Obraz              | Obraz             | Wartość (AZN) | Wymiary (mm) | Dominujący kolor | Opis | Opis |
| awers              | rewers            | Wartość (AZN) | Wymiary (mm) | Dominujący kolor | awers | rewers |
| ------------------ | ----------------- | ------------- | ------------ | ---------------- | --- | --- |
| 1 manat obv.jpg    | 1 manat rev.jpg   | 1             | 120 × 70     | szary            | azerskie ludowe instrumenty muzyczne (azer. Azərbaycan xalq çalğı alətləri) na tle dywanu.                                                                             | mapa Azerbejdżanu na tle tradycyjnych okien witrażowych szebeke (azer. şəbəkə)                                                                       |
| 5 manat obv.jpg    | 5 manat rev.jpg   | 5             | 127 × 70     | pomarańczowy     | fasada budynku Muzeum Literatury Azerskiej im. Nizami, obraz książek, słowa Hymnu Narodowego oraz litery specyficzne współczesnego alfabetu azerskiego.                | mapa Azerbejdżanu na tle petroglifów znajdujących się w Parku Narodowym Qobustan (azer. Qobustan Milli Parkı) oraz tekst napisany pismem orchońskim. |
| 10 manat obv.jpg   | 10 manat rev.jpg  | 10            | 134 × 70     | niebieski        | widoki starego Baku, Pałac Szachów Szyrwanu (azer. Şirvanşahlar sarayı), Baszta Dziewicza (azer. Qız Qalası) na tle starego miasta Iczeri Szecher (azer. İçəri Şəhər). | mapa Azerbejdżanu na tle wzorów z ludowych dywanów.                                                                                                  |
| 20 manat obv.jpg   | 20 manat rev.jpg  | 20            | 141 × 70     | zielony          | miecz, hełm i tarcza oraz dwulistnik kaukaski. | mapa Azerbejdżanu na tle wzorów ludowych oraz słowo „Qarabağ” („Karabach”) napisane kilkoma czcionkami.                                              |
| 50-manat front.jpg | 50-manat.jpg      | 50            | 148 × 70     | żółty            | młodzież, schody (jako symbol postępu), Słońce (jako symbol siły i światła) oraz formuły chemiczne i matematyczne oraz wzór benzolu (tak, jak ją pojmowano w XIX w.).  | mapa Azerbejdżanu na tle wzorów ludowych oraz dywanów.                                                                                               |
| 100 manat obv.jpg  | 100 manat rev.jpg | 100           | 155 × 70     | fioletowy        | elementy murów miejskich Baku, budynek w stylu europejskim XIX w. oraz współczesne budynki w Baku.                                                                     | mapa Azerbejdżanu na tle wzorów ludowych oraz dywanów.                                                                                               |

### Banknoty serii 2005 (modyfikacja 2009-2018 r.)
- w roku 2009 Narodowy Bank Azerbejdżanu zmienił nadpis na banknotach o wartości 1 i 5 manatów z „Azərbaycan Milli Bankı” („Narodowy Bank Azerbejdżanu”) na Azərbaycan Mərkəzi Bankı („Bank Centralny Azerbejdżanu”).
- w roku 2011 minister finansów Azerbejdżanu oznajmił gotowość złożyć projekt ustawy umożliwiającej wprowadzenie do obiegu banknoty o wartości 2 i 3 manatów[3].
- 24 maja 2019 został wprowadzony do obiegu nowy banknot o nominale 200 manatów.

| Obraz             | Obraz         | Wartość (AZN) | Wymiary (mm) | Dominujący kolor | Opis | Opis | Emisja |
| awers             | rewers        | Wartość (AZN) | Wymiary (mm) | Dominujący kolor | awers | rewers | Emisja |
| ----------------- | ------------- | ------------- | ------------ | ---------------- | --- | --- | ------ |
| 1 манат 2009 года | 1manat09b.jpg | 1             | 120 × 70     | szary            | azerskie ludowe instrumenty muzyczne (azer. Azərbaycan xalq çalğı alətləri) na tle dywanu.                                                                             | mapa Azerbejdżanu na tle tradycyjnych okien witrażowych szebeke (azer. şəbəkə)                                                                       | 2017   |
| 5manat09a.jpg     | 5manat09b.jpg | 5             | 127 × 70     | pomarańczowy     | fasada budynku Muzeum Literatury Azerskiej im. Nizami, obraz książek, słowa Hymnu Narodowego oraz litery specyficzne współczesnego alfabetu azerskiego.                | mapa Azerbejdżanu na tle petroglifów znajdujących się w Parku Narodowym Qobustan (azer. Qobustan Milli Parkı) oraz tekst napisany pismem orchońskim. | 2017   |
|                   |               | 10            | 134 × 70     | niebieski        | widoki starego Baku, Pałac Szachów Szyrwanu (azer. Şirvanşahlar sarayı), Baszta Dziewicza (azer. Qız Qalası) na tle starego miasta Iczeri Szecher (azer. İçəri Şəhər). | mapa Azerbejdżanu na tle wzorów z ludowych dywanów.                                                                                                  | 2018   |
|                   |               | 100           | 155 × 70     | fioletowy        | elementy murów miejskich Baku, budynek w stylu europejskim XIX w. oraz współczesne budynki w Baku.                                                                     | mapa Azerbejdżanu oraz elementy murów miejskich Baku, budynek w stylu europejskim XIX w. oraz współczesne budynki w Baku.                            | 2013   |
|                   |               | 200           | 160 × 70     | niebieski        | Centrum Heydəra Əliyeva | mapa Azerbejdżanu oraz elementy murów miejskich Baku, budynek w stylu europejskim XIX w. oraz współczesne budynki w Baku.                            | 2018   |